# Edmond Demolins
Edmond Demolins (Marsiglia, 1852 – Les Roches, 1907) è stato un pedagogista e filosofo francese.
Allievo di Pierre Guillaume Frédéric Le Play, diresse la rivista La scienza sociale. Nel 1899 fondò, su spunto della Abbotsholm School di Cecil Reddie, l'École des Roches.